# Pongpongan
Pongpongan is een bestuurslaag in het regentschap Tuban van de provincie Oost-Java, Indonesië. Pongpongan telt 3864 inwoners (volkstelling 2010).